# Ann Melton
Ann Foster Melton (ca. 1843 til 1874) var en af personerne i det, der i dag kendes som Tom Dooley dramaet. 
Ann (eller Anne eller Anny, afhængig af kilderne) blev født omkring 1843 som datter af Carlotta Triplett og en ukendt far, i bebyggelsen Elkville, nu Ferguson, i Wilkes County, North Carolina. Hun blev døbt Angeline Triplett (muligvis Angeline Pauline Triplett, som en enkelt kilde har). Der er en del uklarhed omkring navnet. I folketællingerne fra 1850 og 1860 står familien registreret under navnet Triplett, men i 1870 er den registreret under navnet Foster. I 1880 er moderen og de hjemmeværende børn så igen registreret som Triplett. På dette tidspunkt boede Ann dog ikke længere hos sin mor. Allerede i 1858 var hun blevet gift med James Melton, og allerede på dette tidspunkt kaldte hun sig Foster, selv om resten af familien fortsat hed Triplett i 1860. Efter ægteskabet fik hun mandens navn, og kaldte sig Melton. 
Både før og efter ægteskabet med James Melton, opretholdt Anne Melton et forhold til Thomas C. Dula (Tom Dooley), og dette forhold genoptog de i 1865, da Thomas Dula vendte hjem fra Den Amerikanske Borgerkrig, som han havde deltaget i på sydstaternes side. I juni 1866 blev Thomas Dooley anklaget for mordet på Laura Foster og fængslet, og hovedvidnet, Pauline Foster, tjenestepige hos Ann og James Melton, udpegede Ann Melton som medskyldig, hvilket medførte at også hun blev fængslet. 
I september 1866 fandt man Laura Fosters lig, og derfter gik retssagen i gang. Det lykkedes for forsvareren, Zebulon Vance, at få adskilt sagerne mod Thomas Dula og Ann Melton, og sagen mod Dula blev rejst først. Efter flere appeller blev Dula endeligt dømt ved en særdomstol i januar 1868. Han blev hængt den 1. maj 1868. Først derefter, i efteråret 1868, gik sagen mod Ann Melton i gang. Sagen endte med at Ann Melton blev frikendt for medskyld i mord, men da havde hun siddet fængslet i mere end to år. 
Ann Melton, der havde to børn med James Melton, Jane Martha eller Martha Jean(født 1861) og Ida, født omkring 1871, døde omkring 1872 eller 1873, formodentlig af efterveer efter en ulykke med en vogn, der væltede ned over hende. 
På trods af frikendelsen, blev hun ikke renset for mistanken om, at hun enten var medskyldig, eller at det direkte var hende, der havde myrdet Laura Foster og ladet Thomas Dula tage skylden for mordet. 

## Ekstern reference
Foster West, John: The Ballad of Ton Dooley, Parkway Publishers, 2002